# Kratzbruch
Der Kratzbruch ist eine Flussinsel in der Spree im Berliner Ortsteil Friedrichshain des Bezirks Friedrichshain-Kreuzberg und befindet sich am Eingang der Rummelsburger Bucht.

## Geschichte
Wie die nordwestlich benachbarte Liebesinsel ist auch der Kratzbruch eine Talsandinsel.
Im Jahr 1920 entstand auf der Insel der Yachtclub Goodewind. Im August 1942 schlug bei einem alliierten Luftangriff inmitten der Insel eine Sprengbombe ein und zerstörte den Yachtclub. In dem hinterlassenen Bombentrichter bildete sich anschließend ein kleiner Teich. Im Unterschied zur Nachbarinsel war der Kratzbruch hauptsächlich nur ein Ziel für Ruhe suchende Zeltler.
Der Kratzbruch wurde 1999 einschließlich des ihn umgebenden zehn Meter breiten Wasserstreifens zum geschützten Landschaftsbestandteil erklärt.